# Nie wiem, nie orientuję się
Nie wiem, nie orientuję się – album studyjny polskiego zespołu hip-hopowego Dwa Sławy. Wydawnictwo ukazało się 10 listopada 2012 roku nakładem wytwórni muzycznej Embryo Nagrania w dystrybucji Fonografiki. Materiał został w całości wyprodukowany, zmiksowany i zmasterowany przez Marka Dulewicza. Partie scratch’y wykonał DJ Flip. Gościnnie na płycie wystąpił raper Jan Wyga i skrzypek Maciej Strzelczyk.

## Lista utworów
Opracowano na podstawie materiału źródłowego.
1. „Przyjaciele” (produkcja: Marek Dulewicz) – 2:02
2. „Czujesz?” (produkcja: Marek Dulewicz) – 2:51[A]
3. „Nie wiem, nie orientuję się” (produkcja: Marek Dulewicz) – 3:09
4. „Suń się” (produkcja: Marek Dulewicz) – 2:46
5. „Dorota Gardias” (produkcja: Marek Dulewicz) – 3:37
6. „Ce de e ef gie a ha ce” (produkcja: Marek Dulewicz, gościnnie skrzypce: Maciej Strzelczyk) – 3:31
7. „List motywacyjny” (produkcja: Marek Dulewicz) – 3:17
8. „Wysoka kultura jazdy” (produkcja: Marek Dulewicz) – 3:10
9. „Stary koń” (produkcja: Marek Dulewicz) – 3:25
10. „Unplugged” (produkcja: Marek Dulewicz) – 3:32
11. „Om nom nom” (produkcja: Marek Dulewicz, gościnnie rap: Jan Wyga) – 3:37
12. „SKO” (produkcja: Marek Dulewicz) – 3:16
13. „Absztyfikanci.ds” (produkcja: Marek Dulewicz) – 3:52
14. „Pięknie k**** pięknie” (produkcja: Marek Dulewicz) – 3:27
15. „Dum dum” (produkcja: Marek Dulewicz) – 2:52
16. „Koniec świata” (produkcja: Marek Dulewicz) – 3:02

Notatki
- A^ Z wykorzystaniem sampli pochodzących z piosenki „Undisputables” w wykonaniu L.A. Ment feat. Evidence[4].